# Lito & Polaco
Lito & Polaco fue un dúo de rap latino y reguetón de Carolina, Puerto Rico, formado en 1998 por Rafael Sierra Pascual, más conocido como Lito MC Cassidy y Rafael Polaco Molina, más conocido como Polaco, el cual se separó en 2005. Y se separó por segunda vez en 2015
Fueron considerados "Los Reyes de la Tiraera" debido a la gran capacidad que tenían para escribir temas de desprestigio hacia artistas con los que tenían guerras liricales, como Tempo o Tego Calderón.
El dúo también es considerado influyente por su trascendencia en los dos géneros en Latinoamérica, tomándoseles como pioneros. Además, se les acreditaba como uno de los dúos más estables de la música urbana hasta su separación en 2005.

## Biografía

### 1998-2005: Primera etapa
Lito y Polaco fueron descubiertos a principios de la década de 1990 por el pionero del rap en español y reguetón, DJ Eric Industry. Formaron parte del grupo de hip hop / reguetón La Industria junto a MC Ceja, Jackie, TNT, Prieto Valdez y otros.  En 1995, Polaco conoció a Rafael Sierra, conocido popularmente como Lito, un B-Boy que era conocido en su localidad (Villa Palmeras) porque, desde mediados de los 80, era un fanático del Rap y conocido "dealer". 
Sus primeros trabajos fueron la grabación de la secuela de La industria. Posteriormente se unió al dúo a MC Ceja, y publican en 1997, una producción titulada Los 3 mosqueteros. El dúo firmó con Pina Records en 1999. Sus álbumes del año 2000-2004 bajo Pina Records obtuvieron doble platino en Puerto Rico,[cita requerida] incluyendo Masacrando MC's (2000), Mundo frío (2002) y Fuera de serie (2004); el último álbum distribuido por Universal Latino.
En 2005, lanzan la producción en vivo Fuera de serie: Live, que contiene las canciones interpretadas en vivo del dúo en un concierto realizado en Puerto Rico. El disco contó con la colaboración en vivo de artistas como Nicky Jam, Divino, Don Chezina, La Secta AllStar, Don Omar, Pablo Portillo y Ken-Y.
El dúo se separó ese mismo año, para seguir sus carreras como solistas. Lito MC Cassidy permaneció bajo Pina Records y colaborando con sus compañeros artistas R.K.M & Ken-Y y Nicky Jam. Polaco, por su parte, firmó con el sello discográfico de Héctor El Father 'Gold Star Music' en 2005.
Lito nunca lanzó un álbum en solitario bajo Pina Records y se fue en 2007 después de una disputa financiera, la cual pasó a asuntos legales, los cuales según declaraciones de Polaco en una entrevista, Lito ganó, por lo cual, como parte del pago, la disquera le otorgó el catálogo de la discografía del dúo.
Polaco en su época con Gold Star Music colaboró en varias producciones, incluyendo Los Rompe Discotekas, impulsada por JAY-Z, sin embargo, luego de la conversión al cristianismo de Héctor El Father, dejaría el sello en 2008 sin lanzar un álbum en solitario.

### 2014-2015: Segunda etapa
El dúo se reunió en 2014 y anunció un nuevo álbum acompañado de una gira internacional. El álbum no llegó a publicarse oficialmente, sin embargo, se subieron a la plataforma digital 8 nuevos temas, sin mayor relevancia.  Lito MC Cassidy fue nominado dos años consecutivos a los Latin Grammy en el 2021 y 2022.

## Discografía
Álbumes de estudio
- 2000: Masacrando MC's
- 2002: Mundo frío
- 2004: Fuera de serie

Álbumes recopilatorios
- 2000: Los éxitos Vol. 1

Álbumes colaborativos
- 1997: Los 3 mosqueteros (con MC Ceja y Dj Eric)

Álbumes en directo o en vivo
- 2005: Fuera de serie Live

Mixtapes/EP Digital
- 2010: La Institucion
- 2015: El Reencuentro

### Lito MC Cassidy: Álbumes
- Rompecuello - Mixtape (2005)
- De La Calle Pa' La Calle - Mixtape (2007)
- Prologo a Historias de la Calle (2013)
- Historias de la Calle (2013)
- La Jaula de Los Vivos (2021)

### Polaco: Álbumes
- El Taltaro - Mixtape (2007)
- El Undertaker (2010)
- Back To The Underground - Polakan Edition (2013)
- Mendoza y Ortega - EP (2020)
- Trampeao (2024)